# Nikolai Șmatko

Sviatohorska Blessed Virgin

Nikolai Șmatko (în ucraineană: Микола Гаврилович Шматько, Mîkola Havrîlovîci Șmatko; n. 17 august 1943, Krasnohorivka, RSS Ucraineană, URSS – d. 15 septembrie 2020, Mukacevo, Transcarpatia, Ucraina) a fost un sculptor contemporan, profesor și pictor din Ucraina. A devenit sculptor la vârsta de 33 de ani.
A creat mai mult de 750 de monumente (basorelief, relief înalt, sculptură), precum și aproximativ 500 de picturi. Colecția proprie a autorului, care este expusă în galeria «Шматько и сыновья» (Șmatko și fiii), cuprinde peste 70 de sculpturi create din marmură din Ural și Italia, și peste 300 de picturi..
În anul 2000 a fost numit profesor la departamentul de Arte al Institutului de civilizație umană din orașul Moscova pentru a onora contribuția sa în domeniul artei.